# 3 Ворона
3 Ворона (лат. 3 Corvi, HD 105850) — двойная звезда в созвездии Ворона на расстоянии приблизительно 192 световых лет (около 58,8 парсек) от Солнца. Видимая звёздная величина звезды — +5,447m. Возраст звезды определён как около 200 млн лет.

## Характеристики
Первый компонент — белая звезда спектрального класса A1V, или A2. Масса — около 2,2 солнечных, радиус — около 1,832 солнечного, светимость — около 23,61 солнечных. Эффективная температура — около 9052 K.
Второй компонент — коричневый карлик. Масса — около 13,81 юпитерианских. Удалён в среднем на 1,945 а.е..